# Bahrain-Merida/2018
Deze pagina geeft een overzicht van de Bahrain-Merida-wielerploeg in  2018.

## Renners
| Naam                 | Geboortedatum | Nationaliteit | Ploeg 2017                                                      |
| -------------------- | ------------- | ------------- | --------------------------------------------------------------- |
| Valerio Agnoli       | 06-01-1985    | Italië        |                                                                 |
| Yukiya Arashiro      | 22-09-1984    | Japan         |                                                                 |
| Manuele Boaro        | 12-03-1987    | Italië        |                                                                 |
| Grega Bole           | 13-08-1985    | Slovenië      |                                                                 |
| Niccolò Bonifazio    | 29-10-1993    | Italië        |                                                                 |
| Borut Božič          | 08-08-1980    | Slovenië      |                                                                 |
| Sonny Colbrelli      | 17-05-1990    | Italië        |                                                                 |
| Feng Chun-kai        | 02-11-1988    | Taiwan        |                                                                 |
| Iván García          | 20-11-1995    | Spanje        |                                                                 |
| Enrico Gasparotto    | 22-03-1982    | Italië        |                                                                 |
| Heinrich Haussler    | 25-02-1984    | Australië     |                                                                 |
| Gorka Izagirre       | 07-10-1987    | Spanje        | Movistar Team                                                   |
| Ion Izagirre         | 04-02-1989    | Spanje        |                                                                 |
| Kristjan Koren       | 25-11-1986    | Slovenië      | Cannondale-Drapac                                               |
| Matej Mohorič        | 19-10-1994    | Slovenië      | UAE Team Emirates                                               |
| Ramūnas Navardauskas | 30-01-1988    | Litouwen      |                                                                 |
| Antonio Nibali       | 23-09-1992    | Italië        |                                                                 |
| Vincenzo Nibali      | 14-11-1984    | Italië        |                                                                 |
| Domen Novak          | 12-07-1995    | Slovenië      |                                                                 |
| Mark Padoen          | 06-07-1996    | Oekraïne      | Colpack-Marchiol (t/m juli 2017) stagiair (vanaf augustus 2017) |
| Franco Pellizotti    | 15-01-1978    | Italië        |                                                                 |
| David Per            | 13-02-1995    | Slovenië      |                                                                 |
| Hermann Pernsteiner  | 07-08-1990    | Oostenrijk    | Amplatz-BMC                                                     |
| Luka Pibernik        | 23-10-1993    | Slovenië      |                                                                 |
| Domenico Pozzovivo   | 30-11-1982    | Italië        | AG2R La Mondiale                                                |
| Kanstantsin Siwtsow  | 09-08-1982    | Wit-Rusland   |                                                                 |
| Giovanni Visconti    | 13-01-1983    | Italië        |                                                                 |
| Wang Meiyin          | 26-12-1988    | China         |                                                                 |

### Stagiairs
Vanaf 1 augustus 2018
| Naam             | Geboortedatum | Nationaliteit       | Vorige ploeg        |
| ---------------- | ------------- | ------------------- | ------------------- |
| Andrea Garosio   | 06-12-1993    | Italië              | d'Amico-Utensilnord |
| Maxim Pirard     | 31-07-1997    | België              | -                   |
| Stephen Williams | 09-06-1996    | Verenigd Koninkrijk | SEG Racing Academy  |

### Vertrokken
| Renner             | Ploeg 2018                   |
| ------------------ | ---------------------------- |
| Janez Brajkovič    | Adria Mobil                  |
| Ondřej Cink        | -> mountainbiken             |
| Tsgabu Grmay       | Trek-Segafredo               |
| Jon Ander Insausti | Fundación Euskadi            |
| Javier Moreno      | Delko Marseille Provence KTM |

## Belangrijkste overwinningen
| Ronde van Dubai 4e etappe: Sonny Colbrelli GP Industria & Artigianato-Larciano Winnaar: Matej Mohorič Ronde van Taiwan Eindklassement: Yukiya Arashiro * Milaan-San Remo Winnaar: Vincenzo Nibali Ronde van Kroatië 1e etappe: Niccolò Bonifazio 3e etappe: Kanstantsin Siwtsow 5e etappe: Manuele Boaro Eindklassement: Kanstantsin Siwtsow Ronde van de Alpen 5e etappe: Mark Padoen Ronde van Italië 10e etappe: Matej Mohorič | Ronde van Japan 3e etappe: Grega Bole 7e etappe: Grega Bole Puntenklassement: Grega Bole GP Lugano Winnaar: Hermann Pernsteiner Ronde van Zwitserland 3e etappe: Sonny Colbrelli Ronde van Oostenrijk 1e etappe: Matej Mohorič 2e etappe: Giovanni Visconti 4e etappe: Giovanni Visconti 7e etappe: Antonio Nibali 8e etappe: Giovanni Visconti BinckBank Tour Eindklassement: Matej Mohorič | Ronde van Duitsland 3e etappe: Matej Mohorič Eindklassement: Matej Mohorič Puntenklassement: Matej Mohorič Jongerenklassement: Matej Mohorič Coppa Bernocchi Winnaar: Sonny Colbrelli Ronde van Piemonte Winnaar: Sonny Colbrelli Ronde van Turkije Bergklassement: Grega Bole Nationale kampioenschappen wielrennen Slovenië - wegrit: Matej Mohorič Spanje - wegrit: Gorka Izagirre |

* Als lid van het landenteam van Japan.
2017 · 2018 · 2019 · 2020 · 2021 · 2022 · 2023 · 2024 · 2025
AG2R-La Mondiale · Astana Pro Team · Bahrain-Merida · BMC Racing Team · BORA-hansgrohe · Groupama-FDJ · Lotto Soudal · Mitchelton-Scott · Movistar Team · Quick-Step · Team Dimension Data · Team EF Education First-Drapac p/b Cannondale · Team Katjoesja Alpecin · Team LottoNL-Jumbo · Team Sky · Team Sunweb · Trek-Segafredo · UAE Team Emirates